# Durchlaufbehälter
Durchlaufbehälter sind Trinkwasserspeicher zur Versorgung von Siedlungen und Regionen. Durchlaufbehälter sind in der Regel als Hochbehälter ausgeführt und befinden sich zwischen Wasserwerk bzw. Pumpwerk und Versorgungsgebiet.
Im Gegensatz dazu liegt ein Zentralbehältern inmitten des Versorgungsgebiets und ein Gegenbehälter vom Wasserwerk gesehen hinter dem Versorgungsgebiet.